# Ötlevélkéjű akébia
Az ötlevélkéjű akébia (ötlevelű akébia, ötlevelű folyondárkékhüvely, illetve egyszerűen  folyondárkékhüvely, Akebia quinata) a kékhüvelyfélék családjába sorolt akébia (Akebia) nemzetség legismertebb faja. Csokoládészőlő néven is ismert.
Dísznövényként sokfelé ültetik.

## Származása, elterjedése
Kelet-Ázsiában (Kínában, Japánban és a Koreai-félszigeten) honos.

## Megjelenése, felépítése
Fásszárú, kapaszkodó kúszónövény; 6–10 m magasra is felfut. Öt nyeles levélkéből álló, almazöld levelei tenyeresen összetettek. A fordított tojásdad levélkék széle ép.
Barnáspiros, krémfehér vagy bíborlila virágai vékony száron csüngenek, és kellemes vaníliaillatot árasztanak. A főváltozat virága lilásrózsaszín, lila vagy bíbor porzókkal

## Életmódja, termőhelye
Félörökzöld: a keményebb teleken ledobja leveleit. Viszonylag gyorsan nő, főleg eleinte. Dugványozással és a gyöktörzs feldarabolásával vegetatívan szaporítható.
A tápdús és jó vízáteresztő talajt, a napos vagy félárnyékos helyet kedveli. Közepesen vízigényes, -15 °C-ig, más források szerint teljesen télálló.
Egyes források szerint áprilistól májusig, mások szerint június-júliusban nyílik. Virágja erős nektárképző, a méhek kedvence. Kétlaki, ezért a magányosan ültetett példányok többnyire terméketlenek. Októberben érő, dinnyeformájú termései ehetőek, de tele vannak maggal.

## Kertészeti változatok
- Akebia quinata 'Alba' — fehér virágú
- Akebia quinata 'Purple Bouquet'
- Akebia quinata 'Shirobana'
- Akebia quinata 'Silver Bells'
- Akebia quinata 'Variegata' — tarka levelű
- Akebia quinata 'Purple Incense'

## Felhasználása
Hajtásait felhasználja az úgynevezett hagyományos kínai orvoslás.
Termését Japánban zöldségnek, olajban kisütve eszik, indájából kosarat fonnak. Bonszajjá is nevelhető.

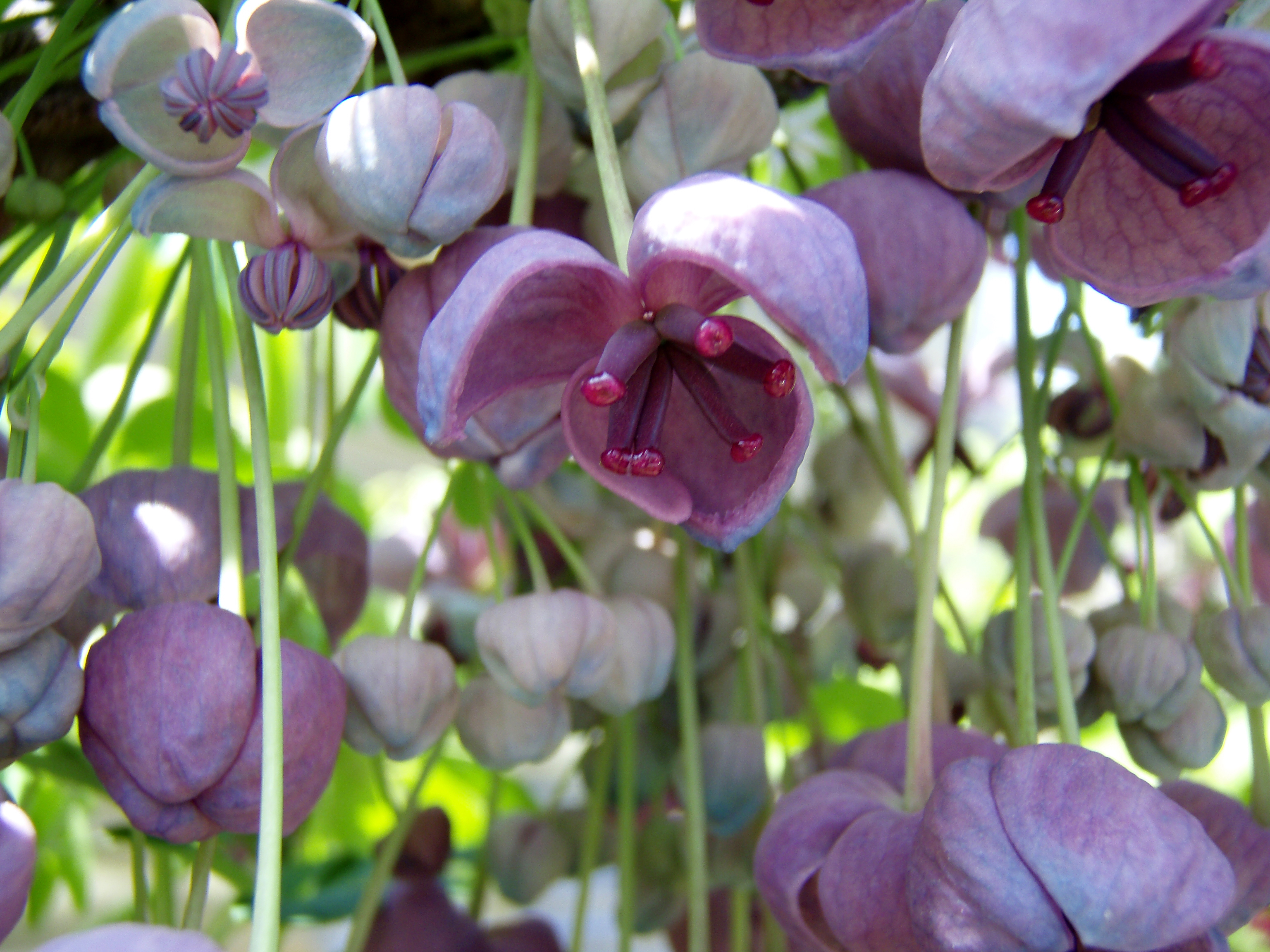
Termős virágai
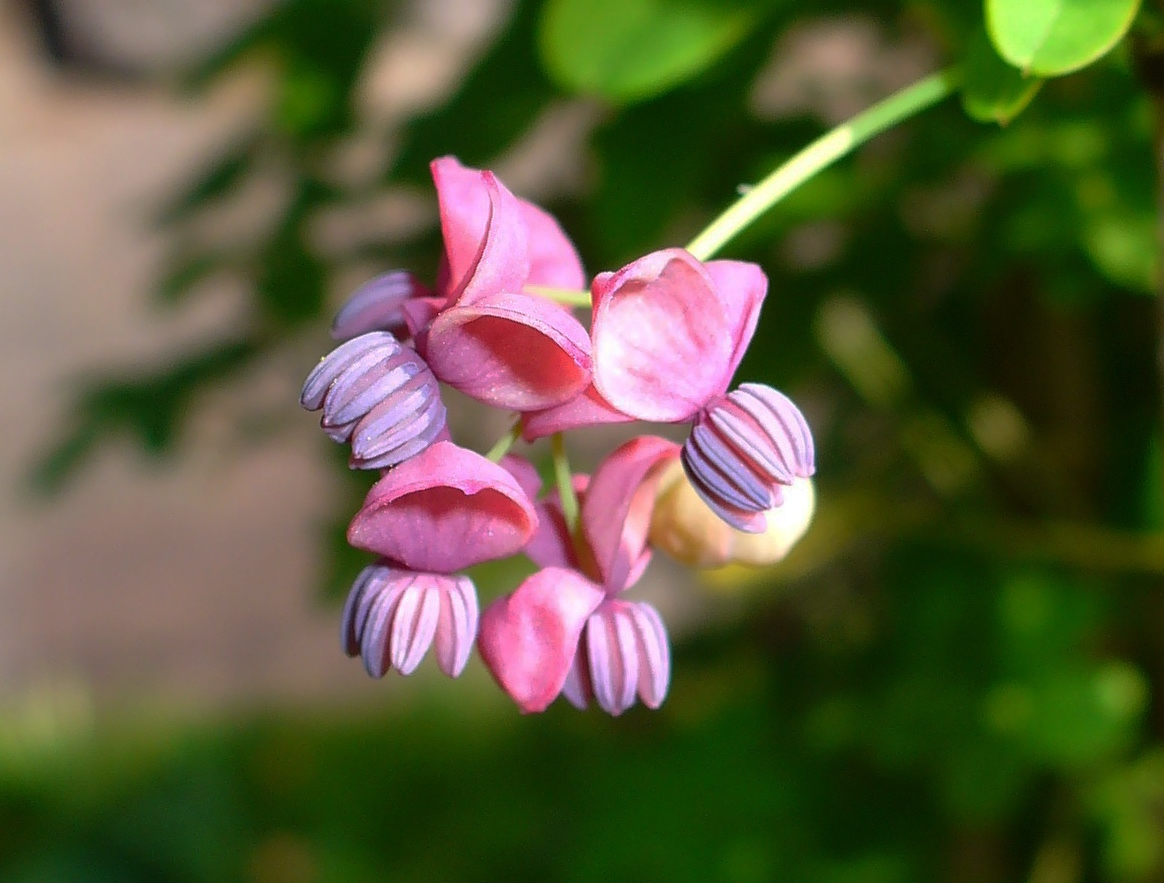
Porzós virágai
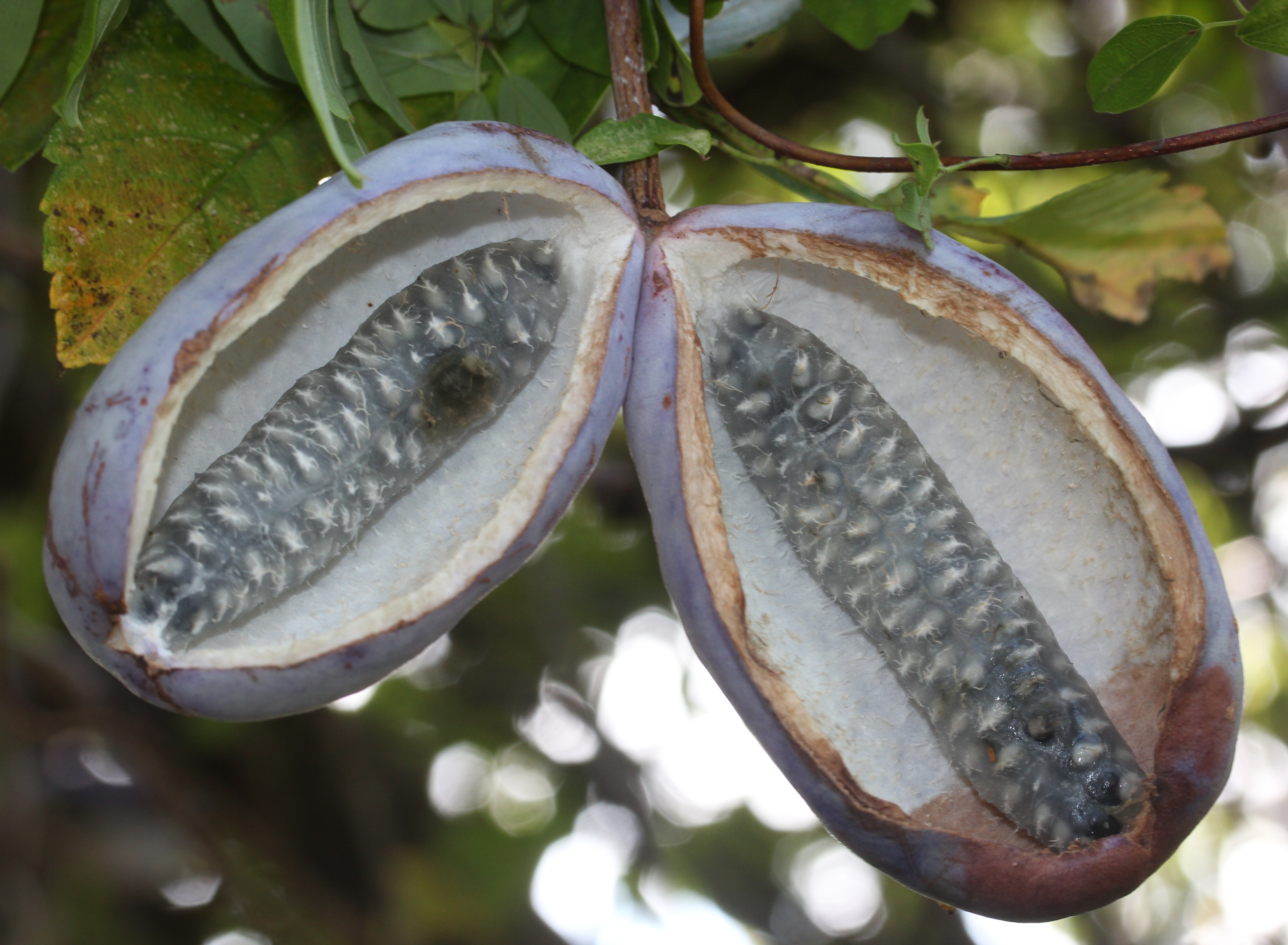
A fonákvarrat mentén felhasadó termései